# Paróquia Cristo Libertador (Ipatinga)
A Paróquia Cristo Libertador é uma divisão da Igreja Católica sediada no município brasileiro de Ipatinga, no interior do estado de Minas Gerais. A paróquia faz parte da Diocese de Itabira-Fabriciano, estando situada na Região Pastoral III.

## História e descrição
Foi criada em 22 de maio de 1989 a partir de um desmembramento da Paróquia Cristo Rei. Embora não haja uma igreja matriz, sua sede é representada pelo Santuário São Judas Tadeu, no bairro Canaã. Além deste, há comunidades nos bairros Vila Celeste e Chácaras Oliveira.
Na tarde de 26 de dezembro de 2023, um vendaval destruiu parte da alvenaria e o telhado do Santuário São Judas Tadeu, o que deu origem a uma ampla campanha de arrecadação de fundos para sua reconstrução.